# Festival Nacional de la Canción Boliviana
El Festival Nacional de la Canción Boliviana, oficialmente llamado Festival Nacional de la Canción Boliviana "Aquí canta Bolivia", es un evento cultural y musical de Bolivia, que se desarrolla anualmente en la ciudad de Oruro. El evento cultural se lleva a cabo desde 1969, con el objetivo de mostrar la música boliviana y de promover a los artistas noveles bolivianos. Es considerado como uno de los festivales más importantes de Bolivia.
Los fundadores del festival fueron Omar Tórrez Reque y Mario Lizarazu, y en 2005 se declaró mediante ley al festival como Patrimonio Cultural de la Nación.

## Historia
El proyecto de un festival nacional que reúna a los músicos más galardonados de Bolivia en Oruro fue presentado en 1968 al director de relaciones públicas de la alcaldía de esa ciudad, Omar Torres Reque, y al alcalde de ese entonces, Víctor Soria Galvarro, obteniendo la propuesta una respuesta satisfactoria. Fue así que la primera versión del Festival Nacional de la Canción Boliviana se dio el 11 de febrero de 1969 un año después de lo propuesto de forma positiva, puesto que se concretó la presencia de delegaciones de las ciudades de La Paz, Tarija, Cochabamba, Tupiza, Colquiri, Huanuni, Independencia y Uyuni. En su primera versión, el espectáculo se realizó en el Cine Gran Rex y estuvieron como presentadores Micki Jiménez, Mario Lizarazu Sánchez, Marcelino Navía y Alfredo Luján. En el festival han participado grupos y artistas reconocidos como Los Kjarkas, Yuri Ortuño y Luzmila Carpio.
En su XXVIII versión, en 2021, el festival tuvo la participación de más de 500 artistas, y contó con un público con más de 5.500 espectadores.

## Organización
El festival tiene 13 categorías, las cuales son:
- Ñusta
- Solista Vocal (con o sin acompañamiento)
- Solista Instrumental (con o sin acompañamiento)
- Dúo Vocal Instrumental
- Trío Vocal Instrumental
- Grupo Vocal Instrumental
- Estudiantina
- Autóctono
- Composición
- Solista Vocal Infantil (con o sin acompañamiento)
- Solista Instrumental Infantil (con o sin acompañamiento)
- Especial (nacional)
- Especial (internacional)